# Annetta (Teksas)
Annetta je gradić u američkoj saveznoj državi Teksas. Prema popisu stanovništva iz 2010. u njemu je živjelo 1.288 stanovnika.